# Aquilegia incurvata
Aquilegia incurvata és una espècie de planta fanerògama que pertany a la família de les ranunculàcies.

## Morfologia
Aquilegia incurvata té les seves tiges de 40 a 60 cm d'alçada, poc pubescents, ramificades apicalment. El limbe foliar és gabre o basalment escassament pilós; els folíols laterals obliquament obovats, de 2 lòbuls; folíol central de forma rombe i obovat, 1, a 3 × 1,1 a 2,4 cm. Les fulles de la tija estan presents. Fan inflorescències cimoses de 2 a 5 flors; les bràctees són de tres seccions. Les flors fan uns 2,2 4 cm de diàmetre. El seu pedicel entre 6 a 10 cm. Els sèpals són de color porpra, suberectes, o oblongs, de 7 a 8 mm, glabrosos, àpex truncat; l'esperó de la flor fa entre 1,2 a 1,5 cm, enrotllats apicalment. Els estaminodis són lanceolats, d'uns 5 mm, pilosos o glandulars pilosos. Té 5 pistils que són pubescents. Els fol·licles fan entre 1,4 a 1,5 cm, glabres; els seus estils són persistents de 5 a 6 mm. Floreix entre maig a juny i fructifica entre juny i juliol.

## Distribució i hàbitat
La distribució natural d'Aquilegia incurvata es troba al sud les províncies xineses de Gansu, sud de Shaanxi i nord-est de Sichuan i creix en vessants coberts d'herba, llocs coberts d'herba per rierols, entre els 1000 i els 2000 m.

## Taxonomia
Aquilegia incurvata va ser descrita per Pei Gen Xiao i publicat a Flora Tsinlingensis 1(2): 236, 602, f. 202, a l'any 1974.
Etimologia
Aquilegia: nom genèric que deriva del llatí aquila = "àguila", en referència a la forma dels pètals de la qual se'n diu que és com l'urpa d'una àguila.
incurvata: epítet llatí que significa "encorbada".